# Alistana sanabresa
L'alistana-sanabresa est une race bovine originaire d'Espagne. Ancienne race à usage multiple, elle est devenue une race bouchère en élevage extensif.

## Origine

### Étymologie
Elle doit son nom aux comarques d'Aliste et Sanabria dans la province de Zamora, dans la région de Castille-et-León, au nord-ouest de l'Espagne.

### Historique
C'est une race issue du groupe des races brunes du nord-ouest également appelé rameau cantabrique.
C'est une race issue d'une population locale relativement homogène, exploitée depuis des siècles pour sa force de travail, sa viande, un peu de son lait soustrait au veau, son cuir et son fumier. Son adéquation avec son terroir explique l'attachement de ses éleveurs à cette race. Au début du XXe siècle, des braunvieh venues des Alpes sont introduites pour améliorer la production laitière. Des métissages sont effectués, mais le nombre d'animaux restés à l'écart de ces croisements permet une bonne évolution de la race. À partir de 1926, elle participe à des concours nationaux. En 1943, deux variétés sont distingués, celle d'Aliste et celle de Sanabria. A cette occasion, une description écrite  établit un début de standard. À cette époque, on évoque son origine comme étant un métissage de la sayaguesa espagnole et la mirandesa portugaise ; cette hypothèse est depuis abandonnée.
Outre la braunvieh, la race subit ensuite la concurrence de races très performantes, la laitière holstein et la bouchère charolaise. A la même époque, la mécanisation de l'agriculture scelle son destin d'animal de trait. Seul un petit groupe d'éleveurs conserve ces animaux auxquels la longue existence commune a tissé des liens.
En 1979, les races alistana d'Aliste et Sanabresa de Sanabria sont répertoriées dans le catalogue des races espagnoles, mais dès 1981, une seule est toujours dans le registre, sous le vocable alistana-sanabresa. La race est officiellement reconnue en 1998, avec l'ouverture du registre généalogique de la race.
L'érosion des effectifs continue depuis les 37 000 bovins du milieu du XXe siècle et passe de 4 700 en 1986 à moins de 1 000 animaux en 2000, en dépit de mesures de conservations mises en place. Toutefois, le nombre de bovins remonte à presque 4 000 en 2012.

### Géographique
Originaire de la province de Zamora, 90 % des animaux y sont encore référencés, le reste étant dans la région de Castille-et-Léon.
Elle a été exportée en Colombie.

## Morphologie
Elle porte une robe châtain, allant du fauve au brun. Des nuances existent suivant l'âge (veaux froment) et le sexe. (mâles plus bien sombres, presque noirs) Toutes les extrémités sont noires : le mufle, le bout des oreilles et des cornes, le fouet de la queue et les sabots.
La tête est courte et compacte. Le mufle noir est cerclé de gris argent clair. Elle a des yeux de perdrix. Les cornes sont en forme de lyre basses, longues et claires à pointes noires. Elles sont attachées sur un front large qui porte un abondant toupet de poils plus clair, châtain à blond.
Le cou est court et aligné sur la ligne dorsale droite ou un peu creusée devant la croupe. Chez le taureau, le fanon est plus important. Les côtes arquées donnent une poitrine large, l'abdomen est fin. La croupe est large, mais courte et peu musclée.
Les membres sont robustes à ossature fine, avec l'impression de puissance et de légèreté propre aux animaux de travail. Les sabots sont larges et durs.
C'est une grande race avec des vaches de 142 cm au garrot pour 500 kg et des taureaux de 148 cm pour 800 kg.

## Aptitudes
C'est une ancienne race de travail, reconvertie en race allaitante.

### Élevage
La vache possède des qualités reconnues pour l'élevage en système extensif. Elle vêle seule sans aide, nourrit bien son veau et est capable de le défendre. Son passé d'animal de trait en a fait une race docile ; elle ne nécessite pas beaucoup de matériel de contention.
L'alistana-sanabresa est rustique. Elle supporte des conditions climatiques contrastées en plein air intégral et sait tirer profit de la nourriture disponible dans le parcours : herbe tendre ou coriace, feuillage, fruits. Autrefois capable de supporter des périodes de pénurie et de reprendre son poids de départ, elle est aujourd'hui complémentée durant les périodes maigres. Ces qualités de rusticités ont assuré sa préservation : si elle est moins productive que des races comme la charolaise, elle y est plus rentable.
La qualité des bœufs, puissants et dociles, permettait des ventes importantes au Pays basque et en Cantabrie à l'époque de la traction animale.
Les veaux naissent à un poids de 33 kg pour les mâles et 30 kg pour les femelles. Au sevrage, vers 210 jours, ils sont respectivement de 206 et 189 kg. Les taurillons pèsent 437 kg à quatorze mois.

### Bouchère
Les approches récentes de l'élevage se basent sur la qualité de la viande et de son adéquation à son terroir. L'élevage extensif de qualité permet de vendre la viande à un prix supérieur à celui du marché et de rémunérer les éleveurs malgré un potentiel de croissance et de production moyen. Deux produits sont mis en avant par la communication de l'association d'éleveurs.
Les veaux élevés sous la mère sont nourris exclusivement au lait de leur mère. Ils sont ébattus au sevrage, à un poids moyen de 160-180 kg.
Les jeunes âgés de dix à seize mois, sont nourris par la mère toute la durée de la lactation et d'herbe fraîche ou de foin. Ils sont abattus à un poids de 400 à 480 kg. La mise en place récente de compléments alimentaires céréaliers aux jeunes en cours de finition augmente la masse musculaire et la rentabilité des carcasses.
Les animaux adultes donnent des rendements en carcasse de 58-68 % et les vaches 52 %.

## Viande
La renommée de la viande d'alistana-sanabresa est liée à sa tendreté et sa saveur. Ses qualités organoleptiques reposent sur la structure musculaire des animaux, leur alimentation et leur mode d'élevage.
En 1999, une marque dénommée « Ternera d'Aliste », veau d'Aliste, garantie l'origine géographique mais peut concerner toutes les races bouchères. Un label est à l'étude pour mettre en valeur le terroir et la race alistana-sanabresa.

## Sources